# Kostel svatého Václava a svaté Anežky České
Kostel svatého Václava a svaté Anežky České je římskokatolický chrám ve městě Hustopeče, okres Břeclav. Kostel podle návrhu architekta a výtvarníka Ludvíka Kolka byl postaven v letech 1992–1994. Nahradil původní pozdně gotický dvoulodní kostel svatého Václava, zbořený v roce 1962.
Jde o farní kostel farnosti Hustopeče u Brna.

## Historie

### Původní kostel

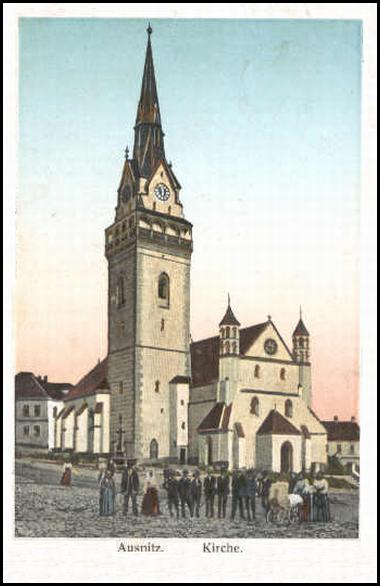
Kostel svatého Václava v roce 1909

Raně gotický kostel na dnešním Dukelském náměstí pravděpodobně vznikl již se založením města ve 2. polovině 13. století. První dochovaná písemná zmínka o něm je z roku 1324. Původní stavba byla během 14. století rozšířena přístavbou nové lodi o rozměrech zhruba 22×11 m. Současně došlo k vybudování věže na severní straně lodi. Na konci 14. století ještě vznikla přístavba u severní zdi lodě. Poslední větší úpravy prodělal kostel na přelomu 15. a 16. století. Na severní straně kostela vznikla nová kaple svatého Jana, která nahradila předchozí přístavbu. Během let 1512–1517 byl vybudován mohutný pozdně gotický presbytář, zaklenutý síťovou klenbou. Také kostelní loď byla nově zaklenuta, a to křížovou klenbou. Kostel tímto získal téměř definitivní podobu, pozdější úpravy se týkaly především interiérů a věže. Ta byla v 16. století upravena renesančně, později pak ještě částečně přebudována roku 1858 a 1903, spolu s novogotickou úpravou kostela. Přestavby a zvyšování věže (dosáhla výšky 74 m) postavené na nestabilním podloží však již koncem 19. století způsobily její naklonění.
Na konci druhé světové války byl kostel poškozen během bojů o Hustopeče. Po jejím skončení neproběhly žádné opravy a kostel dále chátral. Roku 1953 se na věži objevily trhliny. Narušená statika věže a otřesy působené narůstající automobilovou dopravou (kolem kostela probíhala původní státní silnice Brno–Bratislava) způsobily její zřícení v noci na 26. února 1961. Přitom byla zničena také velká část lodě. Tehdejší úřady posléze rozhodly o demolici celého kostela, včetně nedotčeného presbytáře s architektonicky cennou síťovou klenbou. Přes protesty kulturní veřejnosti byla demolice nakonec provedena v září 1962.
Zachráněno bylo pouze vnitřní vybavení a část architektonických elementů. Bohoslužby se nadále prováděly v těžko přístupné kapli svatého Rocha nebo v prostorách fary, kde byla v roce 1980 vybudována kaple.

### Nový kostel
První úvahy o stavbě nového kostela se objevily již v letech 1970–1971, avšak uskutečnění těchto plánů bylo možné teprve po změně režimu v roce 1989. Základní kámen nového hustopečského kostela byl spolu s dalšími posvěcen 22. dubna 1990 na Velehradě papežem Janem Pavlem II. při jeho první návštěvě Československa.
Na návrh podoby nového kostela byla uspořádána soutěž, do níž se celkem přihlásilo dvacet architektů. V zadání investora byl požadavek na stavbu pro 250 až 300 osob, včetně zázemí pro vedlejší aktivity. Po několika výběrových kolech byl nakonec zvolen návrh brněnského výtvarníka Ludvíka Kolka, který byl také autorem několika dřívějších hustopečských realizací (interiéry kaple ve farním dvoře a kaple svatého Rocha). Kolkův návrh měl podobu dvoupodlažní stavby ve tvaru spirály s navazující věží.
Geologický průzkum náměstí proběhl v červenci 1990, v dubnu 1991 byl pozemek posvěcen a v dubnu 1992 došlo k zahájení stavebních prací. Projektovou dokumentaci vypracoval Ing. Špatný z Brna a později brněnský ateliér Ing. Čecha. Stavební práce provedla brněnská firma Moravostav. Kostel byl dokončen během 2 a půl let, Slavnostní vysvěcení kostela provedl 25. září 1994 Mons. Vojtěch Cikrle. V roce 1995 byly pořízeny 4 nové zvony, roku 1997 nové varhany.
Celkové náklady na výstavbu dosáhly 27,5 milionů Kč. Část finančních prostředků byly získána státním příspěvkem, další prostředky pak formou sponzorských darů a příspěvků od věřících z Česka i ze zahraničí, především z Německa a Rakouska. Značnou zásluhu na realizaci měl i hustopečský farář a děkan P. Václav Fišer.

## Popis

### Stavba
Kostel svatého Václava a svaté Anežky České je dvoupatrová stavba s půdorysem otevřené spirály. V jejím středu se nachází podzemní kaple svaté Anežky České, která leží na místě mariánské kaple původního kostela. Severní polovina vnější spirály tvoří půlkruhovou kostelní loď. Lavice pro věřící seskupené do podoby amfiteátru se svažují k půlkruhovému kněžišti. Menší, jižní část spirály obsahuje sakristii, klubovny a učebny. Kromě toho se v suterénu nacházejí další prostory farního centra (sál, jídelna, učebna a další).
Budova kostela je postavena z cihlového zdiva s betonovými částmi. Střecha, sestavená z betonových panelů krytých měděným plechem, stoupá spirálovitě až k věži, umístěné u západní strany kostela. Věž samotná je sestavena z vertikálních betonových částí. na jejím vrcholu se nachází kříž, pod ním je umístěna kovová kruhová plastika ve tvaru koruny svatého Václava. Tato plastika byla vytvořena uměleckým sochařem Antonínem Novým.

### Vybavení
Autorem liturgického vybavení a kostelních lavic je Ludvík Kolek, který také vytvořil vitráže do kopií gotických oken původního kostela. Ta jsou umístěna v dělicí stěně vpravo od kněžiště. Dvoumanuálové varhany, sestavené firmou Doubek a syn z Jihlavy pocházejí z roku 1997. V kostele se dále nachází většina nejcennějších uměleckých památek z vybavení zbořeného kostela.
Na věži kostela je umístěno celkem osm zvonů. Čtyři z nich pocházejí z původního kostela, nejstarší je z roku 1501. Čtyři nové zvony odlila firma Josefa Tkadlece z Halenkova. Tyto zvony, nesoucí jména Cyril a Metoděj, Anežka, Jan Sarkandr a Zdislava posvětil 24. září 1995 apoštolský nuncius Mons. Giovanni Coppa.

## Galerie

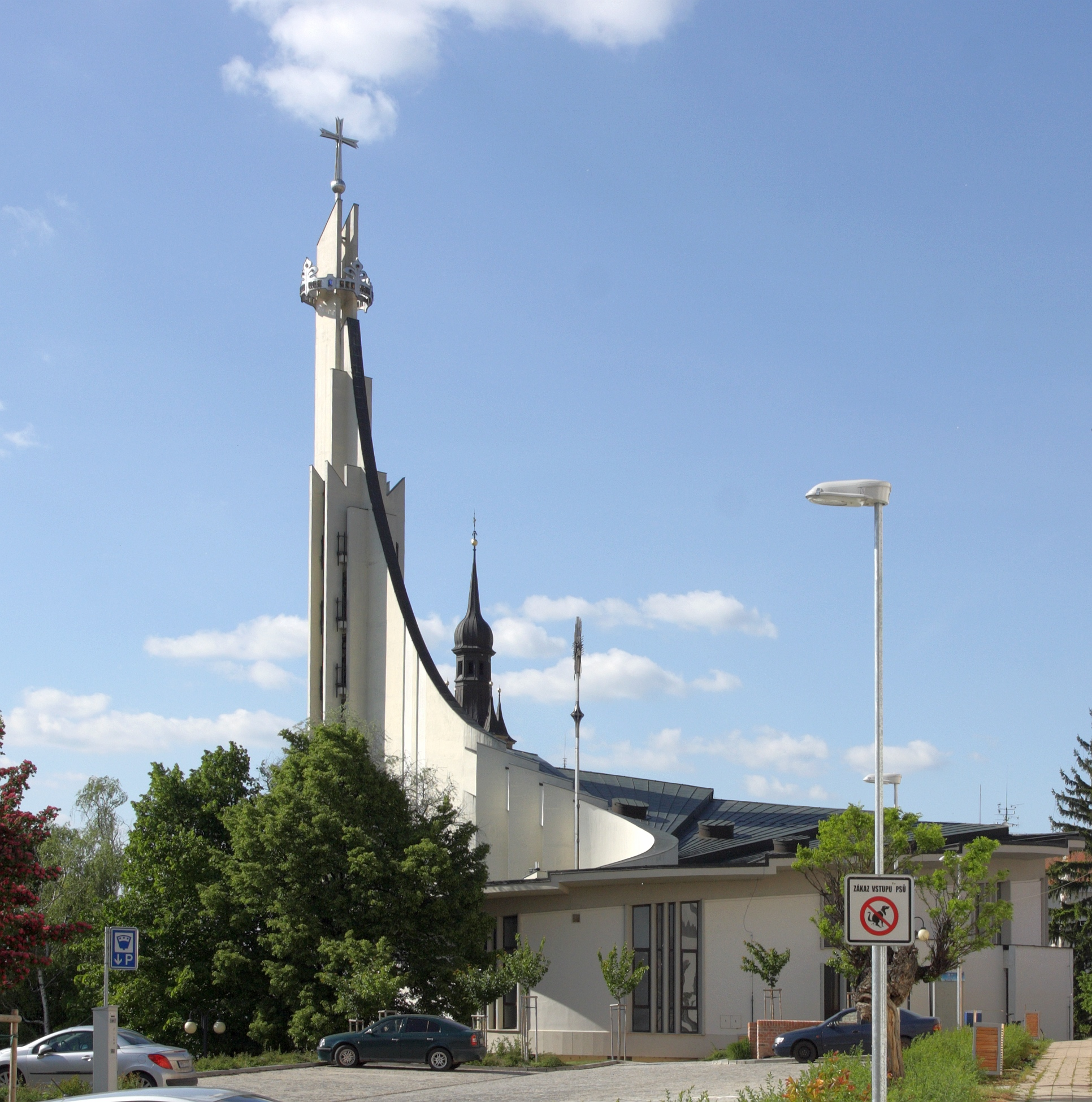
Kostel od jihovýchodu
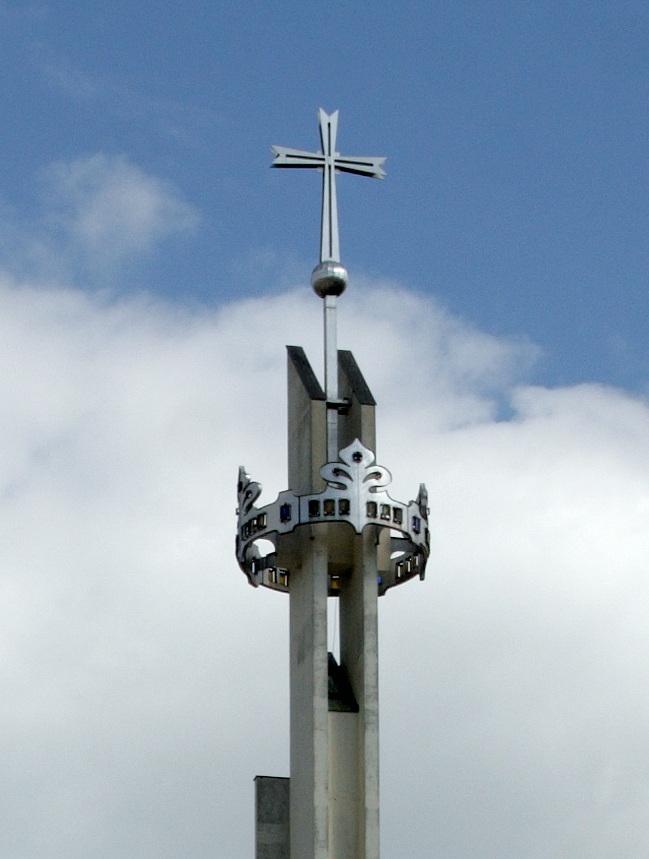
Detail vrcholu věže
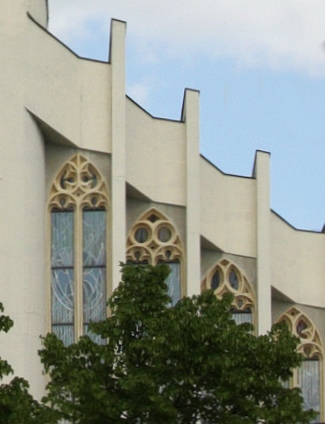
Kopie gotických oken původního kostela
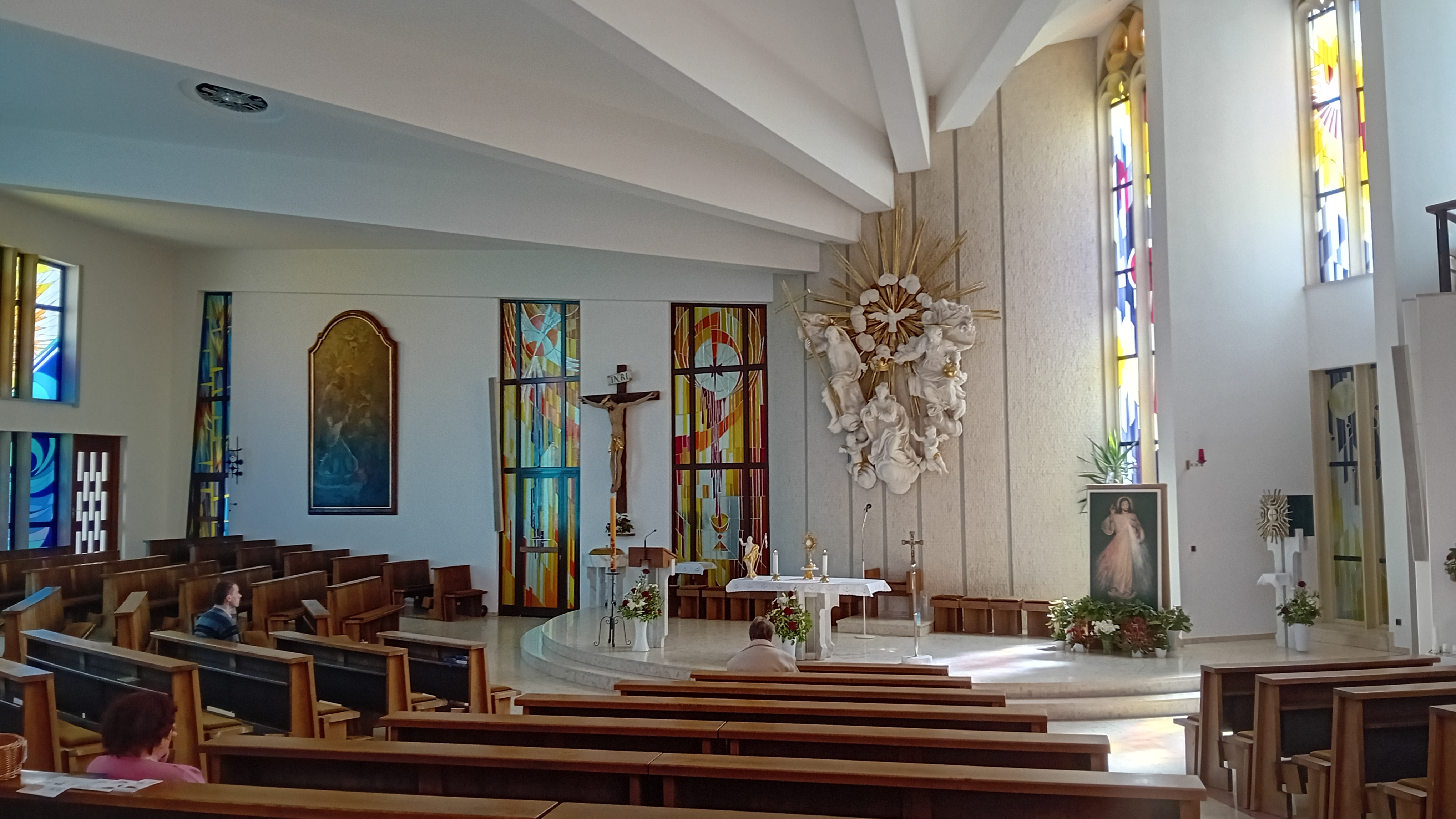
Interiér s půlkruhovým kněžištěm
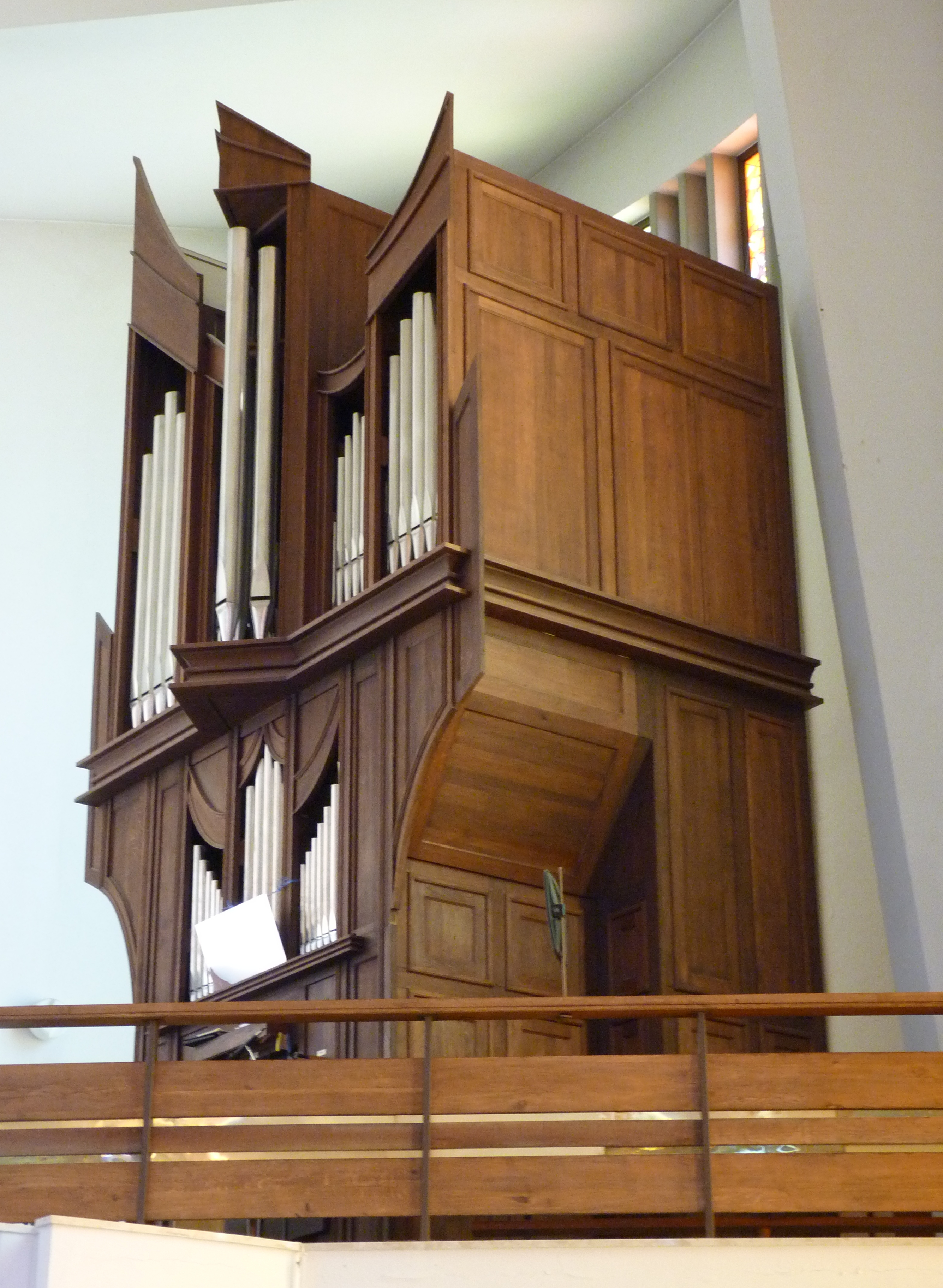
Kostelní varhany
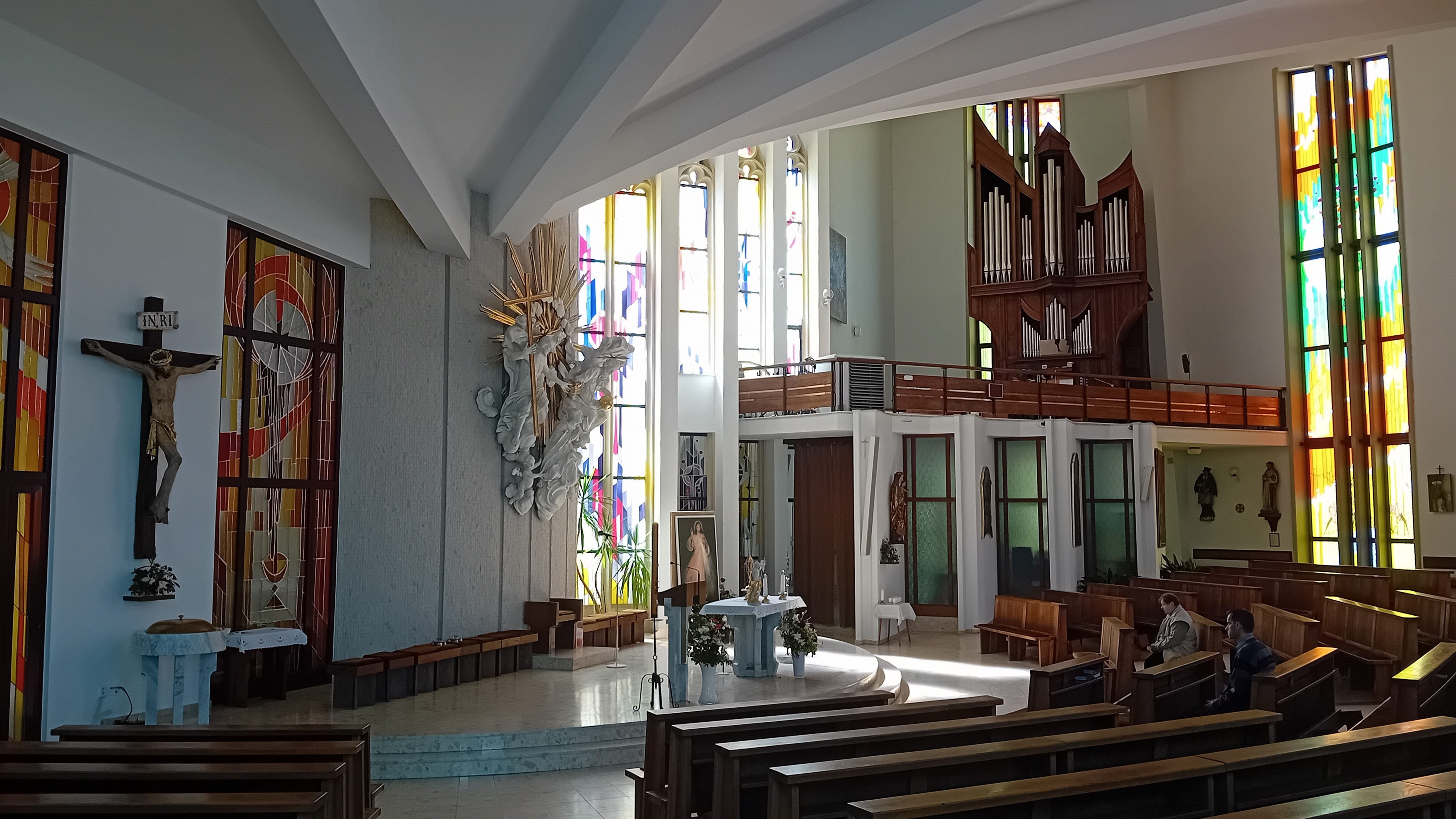
Půlkruhové kněžiště s kruchtou